# Paecilomyces variotii
Paecilómyces variótii (лат.) — вид грибов-аскомицетов, относящийся к роду Пециломицес (Paecilomyces) семейства Thermoascaceae. Типовой вид рода. Ранее это название относилось только к анаморфной стадии гриба, а телеоморфа именовалась Byssóchlamys spectábilis.

## Описание
Термотолерантный гриб. Колонии на агаре с солодовым экстрактом (MEA) быстрорастущие, на 7-е сутки при 30 °C до 7 см в диаметре, порошистые до шерстистых, иногда пучковатые, при 37 °C схожие или ещё более быстрорастущие. На агаре Чапека с дрожжевым экстрактом (CYA) колонии на 7-е сутки при 30 °C 3—4,5 см в диаметре.
Конидиеносцы неправильно разветвлённые, с мутовчато расположенными веточками, заканчивающимися пучком из 2—7 фиалид. Фиалиды цилиндрические или эллипсоидальные, резко суженные в узкую длинную шейку. Конидии преимущественно эллипсоидальные (от веретеновидных до почти шаровидных), часто с усечёнными концами, 3,3—6,1 × 1,5—4,4 мкм, в длинных цепочках, в массе жёлто-коричневые. Образует хламидоспоры — обычно гладкостенные, реже шероховатые, почти шаровидные или грушевидные, 4—8 мкм в диаметре, нередко собранные в цепочки.
Гетероталличный вид, в культуре обычно не образующий половых структур. Аскоспоры гладкостенные или едва шероховатые, 5,2—6,8 × 3,5—4,5 мкм.

## Отличия от близких видов
Наиболее близкий вид — Paecilomyces formosus, отличающийся выделением кислот при росте на креатиново-сахарозном агаре (CREA). Другие близкие виды — Paecilomyces divaricatus и Paecilomyces saturatus.

## Экология и значение
Часто выделяется из воздуха, с компоста, иногда — в качестве патогена человека. Относится к категории BSL-2, способен вызывать различные микозы.

## Таксономия
Назван по имени французского врача Варьо (Variot).
Paecilomyces variotii Bainier, Bull. Soc. Mycol. Fr. 23 (1): 27 (1907) ['varioti'].

### Синонимы
- Byssochlamys spectabilis (Udagawa & Shoji Suzuki) Houbraken & Samson, 2008
- Paecilomyces spectabilis Udagawa & Shoji Suzuki, 1994
- Penicillium variotii (Bainier) Sacc., 1913
- Talaromyces spectabilis Udagawa & Shoji Suzuki, 1994